# Taboriti
I Taboriti furono i membri di una comunità cristiana costituitasi nel XV secolo, che presero il nome dalla cittadina di Tábor, presso Čenkov u Bechyně, nella Boemia meridionale (a sua volta denominata così in riferimento al monte Tabor). Ala rivoluzionaria e radicale del più vasto movimento di riforma sociale e religiosa degli Hussiti, seguaci di Jan Hus, bruciato sul rogo a Costanza nel 1415, i Taboriti furono combattuti dalla grande nobiltà feudale hussita che, dopo una guerra quasi ventennale, riuscì a sterminarli. I superstiti fondarono nel 1467 con altri gruppi hussiti l'Unione dei Fratelli Boemi, che con l'affermazione della Riforma protestante si costituì in Chiesa evangelica, tuttora esistente.

## Premesse sociali e religiose
Nel XIV secolo la Boemia era stata protagonista di un notevole progresso economico, grazie alla crescente estrazione dei minerali di ferro, di rame, d'argento e d'oro, che portò all'incremento delle attività artigianali, allo sviluppo dei rapporti commerciali, anche con l'estero - ovunque famoso divenne il cristallo di Boemia - e a una accentuata circolazione monetaria. A testimonianza dell'accresciuta rilevanza assunta dall'economia urbana, a Praga, accanto alla "Città vecchia", sorsero nuovi quartieri, che costituirono l'attuale "Città nuova" e analogo sviluppo assunsero le città di Brno, di Plzeň, di Hradec Králové.
La base dell'economia rimaneva però l'agricoltura: alla crescente richiesta di prodotti agricoli seguì l'incremento della produzione e l'ampliamento dei grandi possedimenti terrieri, in massima parte detenuti dalla grande nobiltà feudale e dalla Chiesa, con l'impoverimento della piccola nobiltà, la formazione di un piccolo strato di contadini ricchi e la rovina di molti piccoli proprietari. In questa condizioni, i rapporti feudali, che prevedevano tanto il tributo in denaro che la corvée a favore dei grandi proprietari, apparivano particolarmente gravosi: le tensioni sociali si svilupparono, assumendo anche la forma di contestazione della ricchezza della Chiesa, con il conseguente apparire di eresie – l'arcivescovo di Praga dovette istituire un apposito tribunale che giudicasse il movimento ereticale – e di rivendicazione nazionale contro il ricco patriziato urbano, composto prevalentemente di tedeschi.
Il re di Boemia, secondo la «Bolla d'Oro» pubblicata nel 1356 da Carlo I (1346-1378), re di Boemia e imperatore, era il primo dei sette principi-elettori che avevano il privilegio di scegliere l'imperatore germanico. Anche il successore di Carlo, suo figlio Venceslao IV (1378-1419) fu, per un certo periodo, contemporaneamente re di Boemia e imperatore del Sacro Romano Impero, e poiché naturalmente gli imperatori si opponevano a ogni rivendicazione nazionale, il movimento di opposizione in Boemia assunse il triplice carattere di una lotta religiosa, antifeudale e antitedesca.
Dopo le predicazioni anticuriali dell'agostiniano Conrad Waldhause, di Jan Milič e di Matteo di Ianov, che sostenevano la necessità di una profonda riforma della Chiesa e del ritorno alla semplicità evangelica, a capo del movimento riformatore si pose il teologo Jan Hus.
Insegnante e poi rettore, Hus ottenne per i cechi la dirigenza dell'Università nel 1409, precedentemente controllata dall'elemento tedesco, predicò contro le ricchezze della Chiesa, lo scandalo delle indulgenze e a favore della disubbidienza contro i «padroni ingiusti». Costretto a fuggire da Praga, nel 1412 si rifugiò nel Castello di Kozí Hrádek, presso Tábor. Convocato al Concilio di Costanza, malgrado fosse munito di salvacondotto imperiale, fu imprigionato, condannato come eretico e bruciato sul rogo nel 1415. Stessa sorte seguì l'anno dopo l'amico Girolamo da Praga.

## Il movimento hussita: Utraquisti e Taboriti
La condanna di Hus provocò grandi proteste, che coinvolsero tutte le classi della società boema, a eccezione della grande nobiltà: 452 piccoli nobili inviarono una lettera di protesta al Concilio, mentre rivolte scoppiarono a Klatovy, a Plzeň, dove Václav Koranda detto il Vecchio (13??-1453) sacerdote e predicatore hussiti radicale considerato il più alto leader spirituale e politico dei "taboriti", predicava l'esproprio delle proprietà della Chiesa e l'abolizione delle cerimonie religiose, a Písek, a Ústi, a Praga, dove l'ex-monaco Jan Želivský incitava alla ribellione, partecipando a cortei di protesta tenendo nelle mani un calice, il simbolo del movimento hussita.
Già nel 1414 un gruppo di seguaci di Hus, guidato da Jakoubek di Stříbro, aveva elaborato un programma di riforme basata sulla secolarizzazione dei beni della Chiesa e all'amministrazione dell'eucaristia – la santa Cena – sub utraque specie, cioè sotto le due specie del pane e del vino. Di qui il nome dato agli Hussiti di Calicisti o Utraquisti che poi, con il dividersi in correnti del movimento originario, designerà l'ala moderata dell'hussitismo, formata soprattutto da una parte del patriziato, da cavalieri impoveriti e dalla borghesia, mentre gli appartenenti all'ala rivoluzionaria, in maggioranza contadini, prenderanno il nome di Taboriti.
Sotto la guida dei teologi dell'Università di Praga, in Boemia furono così avviate le riforme che, per quanto moderate, vennero condannate dal Concilio e da papa Martino V. Nel febbraio 1419 il re Venceslao tentò di ripristinare il precedente ordine, cacciando i preti utraquisti che ebbero però l'appoggio di molti fedeli: a partire dalla Pasqua del 1419 decine di migliaia di Hussiti, composti in grande maggioranza da contadini e dalle plebi urbane, provenienti da diverse parti della Boemia e della Moravia, cominciarono a riunirsi ogni giorno festivo su un monte presso la città di Čenkov u Bechyně, da essi stessi battezzato con il nome biblico di Tábor.
(Lorenzo di Březová, Cronaca hussita, XV secolo, in «Fontes rerum Bohemicarum» V, p. 402)
Non solo non ubbidirono agli ordini di abbandonare le loro assemblee ma il 30 luglio a Praga scoppiò la rivolta e la popolazione s'impadronì del municipio, gettando dalle finestre il borgomastro e i sei consiglieri, intanto che i contadini assalivano i ricchi conventi delle provincie ed espellevano dalla città un gran numero di cattolici, appropriandosi delle loro case e delle loro proprietà. Morto improvvisamente Venceslao IV, la lotta proseguì malgrado le minacce del nuovo re e imperatore Sigismondo - lo stesso che aveva garantito a Hus l'impunità e poi non si era opposto alla sua condanna - con la conquista della fortezza praghese di Vyšehrad. Il movimento hussita approvò un programma conosciuto con il nome di Quattro articoli di Praga:
- «Libertà riconosciuta alla Parola di Dio, predicata come Evangelo di Cristo»
- «Critica ed eliminazione dei pubblici peccati contro la legge divina, a cominciare dai detentori del potere»
- «Comunione di tutti i cristiani nella santa Cena sotto le due specie»
- «Espropriazione dei beni del clero e abolizione del potere secolare della Chiesa» [3]

I notabili e gli elementi borghesi temettero di essersi spinti troppo avanti nelle rivendicazioni e soprattutto ebbero paura che l'elemento popolare prendesse la direzione del movimento di riforma, danneggiando i loro stessi interessi e privilegi. Presero così l'iniziativa di concludere, il 13 novembre 1419, un accordo con i grandi feudatari e con l'imperatore, al quale resero formale omaggio, restituendo la fortezza di Vyšehrad e ritirando le forze armate da Praga.
Mentre Sigismondo raccoglieva in Germania l'esercito che avrebbe dovuto schiacciare la rivolta, i predicatori taboriti guidati da ex sacerdoti, come Martin Huska, percorrevano il paese annunciando la prossima venuta di Cristo, da loro prevista per il febbraio del 1420, che avrebbe instaurato il suo Regno, distrutto le città e ucciso tutti coloro che non sarebbero fuggiti sulle montagne, dov'erano poste le roccaforti taborite.
A questa speranza escatologica doveva accompagnarsi una nuova organizzazione sociale delle comunità, ma se la lettera dei Quattro articoli di Praga - la base condivisa della riforma - era accettata da tutti, l'interpretazione che se ne dava era però divergente: per la corrente moderata utraquista, gli articoli significavano la fine della supremazia economica della Chiesa cattolica, che doveva tornare alla povertà evangelica grazie alla distribuzione delle sue terre ai laici, ma senza mettere in discussione la presente società feudale con la sua rigida stratificazione di classe e le sue sperequazioni economiche; per la corrente radicale taborita, essi significavano la fine della società feudale, la comunione delle terre, e il rifiuto del pagamento di qualunque imposta. Nell'attesa dell'imminente giudizio, le disuguaglianze sociali ed economiche non avevano giustificazione e occorreva che Cristo trovasse i suoi fedeli organizzati secondo le primitive comunità cristiane, le quali mettevano tutti i propri beni in comune.
I Taboriti organizzarono così società comunistiche a Tábor, Pilsen, Vodñany, sopprimendo il diritto romano e germanico, che era a fondamento giuridico degli obblighi delle servitù feudali, e furono stabiliti centri di raccolta di beni e di denaro da mettere in comune e distribuire secondo i bisogni. Mikuláš Biskupec, teologo di Pelhřimov, fu nominato senior, pastore della comunità e responsabile della messa in comune dei beni, consumando con questa scelta uno strappo radicale con ogni potere politico e religioso. 
Il 30 maggio 1434 l'esercito taborita fu sconfitto e quasi annientato nella battaglia di Lipany da un esercito di utraquisti della Boemia. Da allora in poi la forza dell'ala taborita del movimento hussita è rapidamente diminuita.